# Легат Милована Данојлића
Легат Милована Данојлића је репрезентативна збирка материјалних и културних добара коју је дародавац, српски књижевник и песник, Милован Данојлић, формирао у Удружењу за културу, уметност и међународну сарадњу „Адлигат” у Београду, где је уједно и члан оснивач, као и члан Управног одбора. Легат чини више хиљада књига из песникове личне библиотеке, укључујући ретка прва издања, као и књиге са посветама, затим део личне архиве, неколико уметничких слика и велики број личних предмета.

## О легату
Милован Данојлић један је од првих људи који је формирао свој легат у Удружењу за културу, уметност и међународну сарадњу „Адлигат”, односно Библиотеци Лазић, недуго након њеног поновног отварања за јавност 2009. године. Након оснивања Удружења и Музеја српске књижевности (2012), његов легат смештен је у просторије Музеја и званично отворен 2018. године.
Данојлић је током година у више наврата поклањао Удружењу предмете, књиге и разне друге садржаје од великог културног значаја. У легату се налази део његове личне библиотеке - више хиљада књига пренетих из Ивановаца, али и из Поатјеа, укључујући и неке од најређих књига српске књижевности 20. века, између осталог прво издање „Ламента над Београдом“ Милоша Црњанског, из 1962. (Јоханезбург), штампано на посебном папиру у само 25 примерака, затим „Лирика“ Јована Дучића из 1943, књиге Иве Андрића на француском језику, уључујући и прво библиофилско издање „Травничке хронике” објављено на француском. Ово издање посебно је занимљиво јер се у Удружењу налази и Андрићево писмо упућено Марку Ристићу из 1951. године, управо у вези са тим издањем, где се Андрић консултује око понуде да дело преведе на француски. Део легата је и преписка између Данојлића и Ристића коју чини 37 писама. 
Данојлић је Удружењу поклонио и комплет часописа „Тајмсов књижевни додатак” (енгл. Times Literary Supplement), који је деценијама важио за водећи књижевни часопис у свету, а који је он годинама сакупљао и из Поатјеа, где му је стизао на адресу, преносио у свој дом у Ивановцима. Осим обимне литературе, у легату је и део песникове личне архиве, неколико рукописа, међу којима и рукопис његове прве збирке песама „Како спавају трамваји” (1959), и велики број личних предмета. У сталној поставци изложене су његова писаћа машина, мноштво пера која је имао обичај да сакупља, као и књиге са посветама, од којих се посебно истиче посвета руског Нобеловца  и Данојлићевог пријатеља, Јосифа Бродског.

## Радно време
Легат Милована Данојлића отворен је за посетиоце у оквиру Музеја српске књижевности на Бањици, четвртком, петком и суботом, уз претходно заказивање.

## Галерија
- Део легата, писаћи сто и столица Данојлића
- Део поставке, прва издања Црњанског, Дучића, посвета Бродског, лични предмети Данојлића
- Писаћа машина Милована Данојлића
- Лична библиотека Данојлића, део легата
- Део библиотеке, стара и ретка издања
- Посвета Данојлића Удружењу „Адлигат”, 2018.